# Ort (gruvdrift)

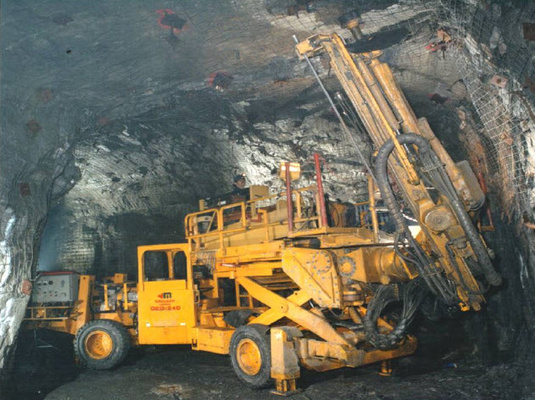
Bergborrmaskin i en ort

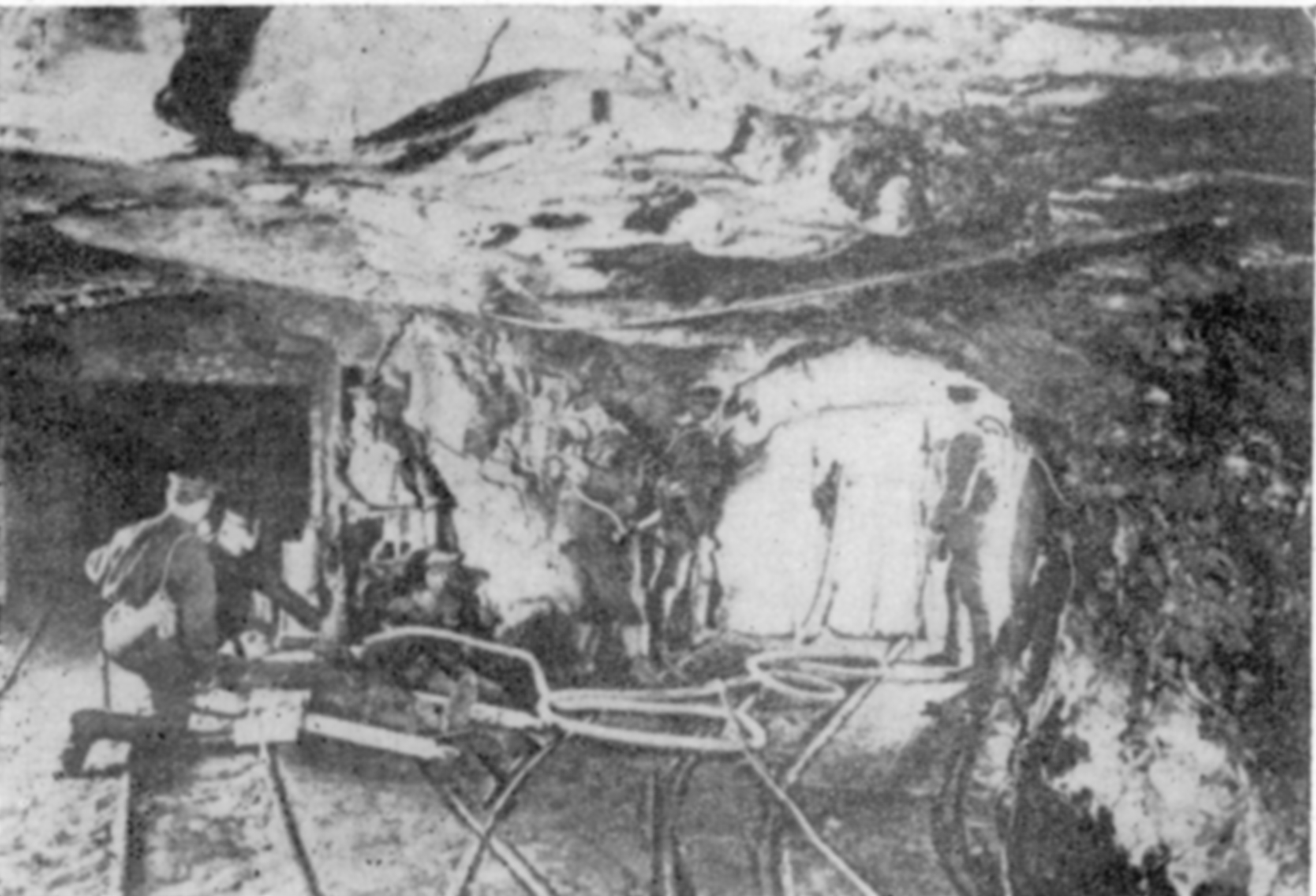
Nowa Helena-gruvan i Piekary Śląskie i Polen, omkring 1920

En ort, eller gruvgång, är en utsprängd bergtunnel, som används för att nå en malmfyndighet i samband med gruvdrift. Moderna orter är ofta mycket rymliga, eftersom de används för att transportera tunga lastfordon och maskiner. Gamla tiders orter kunde vara så trånga att en vuxen man knappt kunde ta sig igenom. Gruvorter drivs efter hur fyndigheten är placerad i berget:
- Horisontella orter som går i malmens längdriktning eller strykningsriktning kallas vanligen fältorter.[1]
- Orter som bildar vinkel mot denna riktning kallas tvärorter.[1]
- Orter som lutar starkt eller går vertikalt kallas stigorter.[1]
- Orter som från en vertikal bergsida går in mer eller mindre horisontalt i berget kallas dagort eller stoll.[2]
- Orter som utgår från sidan av ett öppet schakt kallas sidoort eller stollgång.[2]
- Orter som byggts upp genom att icke malmförande berg staplats upp på bockar av trä kallas de bockorter.[3]

Ortens mynning kallas gima och dess inre ända gavel, medan ortbottnen kallas sula.